# Meteor (Comic)
Meteor (Météor) ist eine zwischen 1953 und 1967 erschienene frankobelgische Comicserie.

## Handlung
Professor Spencer entwickelt eine Interstellarrakete, um den Weltraum zu erforschen. Zur Mannschaft gehören der Pilot Sam Spade und der Mechaniker Texas. Ihre Reisen führen sie in weit entfernte Welten mit fremdartigen Zivilisationen.

## Hintergrund
Die Zeichnungen stammten von Robert und Raoul Giordan. Lortac schrieb die meisten Geschichten. Die Raumfahrerserie kam zwischen 1953 und 1967 in der gleichnamigen Heftreihe des Verlages Artima heraus. Die ersten Episoden wurden in Spoutnik erneut veröffentlicht. In Cosmos und Sidéral erschien ein Nachdruck. Die Gesamtausgabe stammte von Lefrancq. Im deutschen Sprachraum gab Lehning unter dem Imprint Titan die ersten 22 Episoden heraus. 1995 druckte der Norbert Hethke Verlag die Reihe nach. Der Comic Club Hannover veröffentlichte die Ausgaben 23 bis 108.

## Trivia
Im Film Lola, das Mädchen aus dem Hafen von 1961 (Regisseur: Jacques Demy) wird in einer kurzen Sequenz gezeigt, wie die 14-jährige Cécile sich in einem Zeitungs-Kiosk die neueste Ausgabe von Meteor kaufen möchte.